# A szilfid
A szilfid (La Sylphide) romantikus balett két felvonásban. Két változata volt; az eredetit Filippo Taglioni koreografálta 1832-ben, a második változatot pedig August Bournonville 1836-ban. A Bournonville-féle az egyetlen változat, amely a világ egyik legrégebbi fennmaradt balettje.

## A Taglioni-változat
1832. március 12-én mutatták be első változatát a Párizsi Operaház Salle Le Peletier termében, az úttörő olasz koreográfus, Filippo Taglioni koreográfiájával és Jean-Madeleine Schneitzhoeffer zenéjével.
Taglioni a művet lányának, Marie-nak szánta. Ez volt az első balett, amelyben az en pointe táncnak esztétikai alapja volt, és nem pusztán akrobatikus mutatvány volt, gyakran illetlen karmozdulatokkal és lendülettel, ahogyan az 1820-as évek végén a táncosok megközelítése volt. Marie arról volt ismert, hogy megrövidítette a szoknyáit a La Sylphide előadásában (hogy megmutassa bámulatos térdeit), amit akkoriban rendkívül botrányosnak tartottak.
A balett librettóját Adolphe Nourrit tenor írta, az első „Robert”-t Meyerbeer Ördög Róbert című operájában, amelyben Marie Taglioni táncolta az Apácák balettje című táncot. Nourrit forgatókönyve lazán Charles Nodier, Trilby, ou Le Lutin d'Argail történetén alapult, de felcserélte a főszereplők nemét – egy goblin és egy halászfeleség, Nodier; egy szilf és egy farmer szerepel a balettben.
A balett II. felvonását nyitó Old Madge boszorkányságának jelenetét Niccolò Paganini Boszorkányok című darabja ihlette, amelyet viszont az Il noce di Benevento (Benevento diófája) című 1812-es balett boszorkányjelenete ihletett, Salvatore Viganò koreográfus és Franz Xaver Süßmayr zeneszerző munkája.

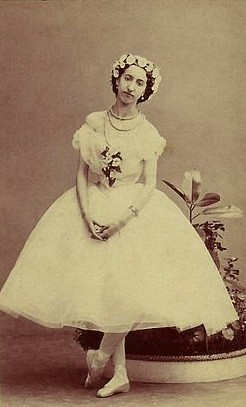
Emma Livry a Taglioni/Schneitzhoeffer Szilfidje címszerepében. Párizs, 1862

### Felújítások
Emma Livry, a romantikus balettkorszak egyik utolsó balerinája a Párizsi Opera Balettjében debütált mint szilf egy 1858-as produkcióban. Amikor Marie Taglioni (aki 1847-ben nyugalomba vonult) meglátta Livryt a szerepben, Párizsban maradt, hogy tanítsa a lányt, aki a fiatal önmagára emlékeztette.
1892-ben Marius Petipa újraélesztette Taglioni eredeti La Sylphide-jét az Orosz Cári Balett számára Riccardo Drigo további zenéjével. A Drigo Varvara Nikitina balerinára komponált variációja Petipa változatában ma a híres Paquita Grand Pas Classique vezető balerinája által táncolt hagyományos szóló.
1972-ben Pierre Lacotte koreografálta és színpadra állította A szilfid új változatát a Taglioni-verzió alapján a Párizsi Opera Balett számára. Mivel Taglioni koreográfiája helyrehozhatatlanul elveszett, Lacotte koreográfiája a balett premierjének korszakából származó nyomatokon, jegyzeteken, rajzokon és archív anyagokon alapul. Lacotte koreográfiája a korabeli stílusú, de teljesen új, és egyesek kritizálták mint nem hitelest. A Lacotte-féle változat szerepének tolmácsolói az Opera National de Paris-ban Ghislaine Thesmart (Lacotte felesége) és Aurelie Dupont-t. Mindkét művész DVD-re és videóra rögzítette munkáit.

## Bournonville-verzió

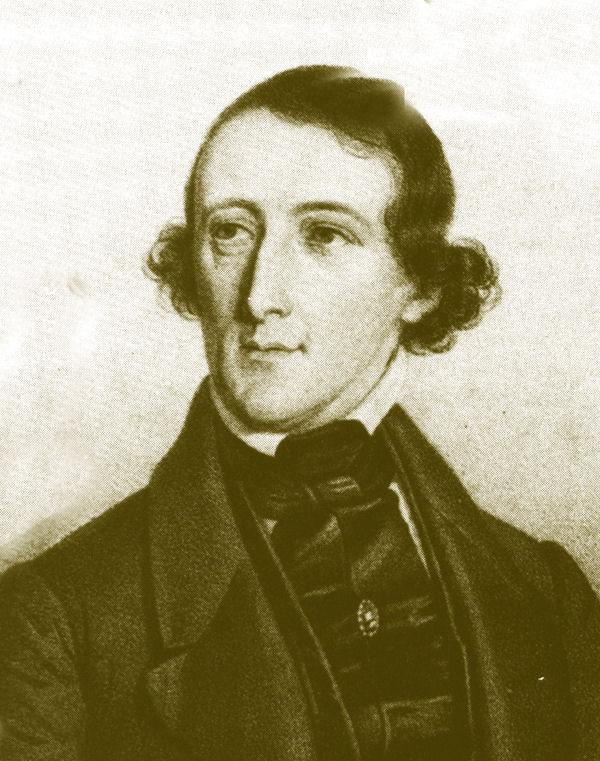
August Bournonville 1841-ben

August Bournonville dán balettmester Taglioni eredeti változatának felelevenítését tervezte Koppenhágában a Dán Királyi Balettel, de a Párizsi Opera túl magas árat követelt Schneitzhoeffer partitúrájáért. Végül Bournonville saját produkcióját készítette el az eredeti librettó alapján, Herman Severin Løvenskiold zenéjével. A premierre 1836. november 28-án került sor, a főszerepekben a csodagyerek Lucile Grahn és Bournonville léptek fel.
A Bournonville-változatot a Dán Királyi Balett eredeti formájában táncolja, és az továbbra is Bournonville egyik legünnepeltebb alkotása. A Bournonville-féle verzió modern tolmácsolói közé tartozik Eva Evdokimova és Lis Jeppesen, akik előadását DVD-n rögzítették.

## Szinopszis

### 1. felvonás
Egy skót parasztház előszobájában James Ruben, egy fiatal skót, a kandalló melletti széken alszik. Egy szilf szeretettel néz rá, és a széke körül táncol. Megcsókolja, majd eltűnik, amikor a férfi hirtelen felébred. James ébreszti fel barátját, Gurnt, és a szilfről faggatja. Gurn tagadja, hogy látott volna ilyen lényt, és emlékezteti Jamest, hogy hamarosan megnősül. James elhessegeti az incidenst, és megígéri, hogy elfelejti.
James leendő menyasszonya, Effie megérkezik édesanyjával és koszorúslányaival. James kötelességtudóan megcsókolja, de megriad egy árnyék a sarokban. Azt hiszi, hogy a szilfje visszatért, odarohan, de meglátja a boszorkányt, Old Madge-et, aki a kandallónál térdel, hogy felmelegedjen. James feldühödik a csalódástól.
Effie és barátai könyörögnek Old Madge-nek, hogy mondja el a szerencséjüket, és a boszorkány engedelmeskedik. Vidáman közli Effie-vel, hogy James valaki mást szeret, és egybekel Gurnnal. A dühös. James kikényszeríti Madge-et a kandallóból, és kidobja a házból. Effie örül, hogy James boszorkányságba keveredik a kedvéért.
Effie és koszorúslányai felsietnek az emeletre, hogy felkészüljenek az esküvőre, James pedig egyedül marad a szobában. Ahogy kibámul az ablakon, megjelenik előtte a szilf, és megvallja szerelmét. Könnyezik a férfi látszólagos közönyén. James először ellenáll, de éteri szépségétől elragadtatva megadja magát, és gyengéden megcsókolja. Gurn, aki az árnyékból kémleli a pillanatot, elrohan, hogy elmondja Effie-nek, mi történt.
Amikor a bajba jutott Effie és barátai belépnek Gurn jelentésének nyomán, a szilf eltűnik. A vendégek azt feltételezik, hogy Gurn egyszerűen féltékeny, és nevetnek rajta. Mindenki táncol. A szilf a mulatozás közepette belép, és megpróbálja elterelni James figyelmét.
Ahogy a menyasszonyi körmenet formálódik, James előáll, és a gyűrűt nézi, amelyet Effie ujjára kell húznia. A szilf kikapja a gyűrűt, a saját ujjára húzza, és csábítóan mosolyogva berohan az erdőbe. James lelkesen üldözi. A vendégek értetlenkednek James hirtelen távozásán. Effie összetört lélekkel, vigasztalhatatlanul zokogva borul anyja karjába.

### 2. felvonás
Az erdő ködbe burkolózott részén Madge és társai boszorkányok groteszk táncot lejtenek egy üst körül. A mulatozók mindenféle mocskos hozzávalót adnak a főzethez. Amikor a tartalom felforr, Madge benyúl az üstbe, és előhúz egy áttetsző, varázslatos sálat belőle. Ekkor az üst elsüllyed, a boszorkányok szétszóródnak, a köd felszáll, és egy szép tisztás tárul elénk.
James belép a szilffel, aki megmutatja neki bájos erdei birodalmát. Bogyókat és vizet hoz neki felfrissülni, de kerüli ölelését. Hogy felvidítsa, magához hívja éteri nővéreit, akik félénken belépnek, és előadják légies táncukat. A skót fiatalember el van ragadtatva, és csatlakozik az társasághoz, mielőtt mindenki az erdő másik részébe menekül.
Eközben az esküvői vendégek James után kutatnak az erdőben. Bemennek a tisztásra. Gurn megtalálja a kalapját, de Madge ráveszi, hogy ne mondjon semmit. Effie belép, elfáradt az erdőben való bolyongástól. Madge sürgeti Gurnt, hogy kérje meg a kezét. Megteszi, és Effie elfogadja ajánlatát.
Amikor mindannyian elmentek, James belép a tisztásra. Madge találkozik vele, és odadobja neki a varázssálat. Azt mondja a parasztlegénynek, hogy a sál hozzáköti a szilfet, így az nem tud elrepülni. Utasítja, hogy a teljes hatás érdekében tekerje fel a sálat a szilf vállára és karjára. James el van ragadtatva. Amikor a szilf visszatér, és meglátja a sálat, megengedi Jamesnek, hogy remegő alakja köré tekerje.
Ahogy James szenvedélyesen átöleli a szilfet, lehullanak annak szárnyai, megborzong, és James karjaiban meghal. Szomorúan belépnek nővérei, és felemelik élettelen alakját. Hirtelen egy örömteli esküvői menet Effie és Gurn vezetésével átvonul a tisztáson. James elképed. Jakab az ég felé irányítja tekintetét; látja a szilfet, akit a nővérei a magasba emelnek. James összeesik. Madge ujjong élettelen teste felett. Ő diadalmaskodott.

## Szereplők
- James Ruben skót parasztlegény
- A szilf, erdei szellem
- Gurn, James barátja
- Effie, James menyasszonya
- Old Madge, egy falusi varázslónő
- Effie anyja, idős nő
- Koszorúslányok, esküvői vendégek, boszorkányok

## Egyéb verziók
John Barnett 1834-es, The Mountain Sylph című operája a La Sylphide történetén alapul; ennek az operának a cselekményét W. S. Gilbert az 1882-es Savoyai operában, a Jolantéban szatirizálta.
A La Sylphide-et gyakran összekeverik a Les Sylphides című 1909-es balettel, egy másik táncjátékkal, amelyben egy mitikus szilf szerepel. Utóbbit Michel Fokine koreografálta az Orosz Cári Balett számára, Frédéric Chopin zenéjét felhasználva, rövid előadásként. Bár a La Sylphide ihlette, önálló balettként készült, s megvannak a maga érdemei.
Matthew Bourne elkészítette a La Sylphide felújított változatát 1994-es produkciójában, a Highland Flingben. Ez a kortárs (1990-es évek) Skóciában játszódik, és Herman Severin Løvenskiold eredeti partitúráját használja fel.
Johan Kobborg Bournonville balett-változata új koreográfia néhány interpolációjával (James és Effy duettje, egy pas de six a tekercs előtt, valamint egy duett James és a szilf számára) 2005 októberében mutatták be az Angol Királyi Operaházban.

## Fordítás
- Ez a szócikk részben vagy egészben  a   La Sylphide című angol Wikipédia-szócikk ezen változatának fordításán alapul.  Az eredeti cikk szerkesztőit annak laptörténete sorolja fel. Ez a jelzés csupán a megfogalmazás eredetét és a szerzői jogokat jelzi, nem szolgál a cikkben szereplő információk forrásmegjelöléseként.